# Lydumgård
Lydumgård er en gammel Hovedgård i Lydum Sogn, Vester Horne Herred, Jylland.
Familien Lange havde sædegård her.

## Historie
Lydumgård er en meget gammel herregård, der ved 1416 ejedes af Niels Thomesen (Lange), derpå af sønnen Hr. Gunde Nielsen, ⴕ 1521: Hans enke Else Thott døde 1550, men datteren Ides mand Henning Qvitzow til Sandager nævnes 1541 til Lydum (ⴕ 1569). Hendes søster Margrethes datter Kirsten Lindenov bragte Lydum til sin mand Sten Bille, der 1574 mageskiftede den til kronen, som atter 1575 mageskiftede den til Christen Henriksen Vind, ⴕ 1589, hans enke Kirsten Kruse bragte Lydum til sin 2. mand Erik Krag, ⴕ 1606; hans søn Christen Krag døde 1645, og sønnen Erik Krag, oversekretær og gehejmerd. Solgte 1652 Lydum til Christen Lange til Hesselmed, hvis arvinger, deribland Jørgen Rostrup (g. med datteren Anne Lange), ⴕ 1672, ejede den, indtil den (36 Td. H.) 1687 blev skødet til Peder Klemmensen, forvalter på Viumgård; enken Karen Christensdatter Vodde bragte den til sin 2. mand Jørgen Jensen Bramming, der blev dræbt 1702 af sine bønder. På auktion 1707 lod arvingeren den sælge (30, i alt 147 Td. H.) for 5878 Rd. Til regimentsskriver Anders Hansen Rask. Som 1711 skødede den (39, i alt 242 Td. H.) til regimentsskriver Andreas Fr. Opitz, og han skødede den (30, mølle 9, tiende 13, gods 136 Td. H.) 1725 for 8700 Rd. Til Peder Sørensen Holst (ⴕ 1732), hvorpå den ved auktion 1733 købtes for 7530 Rd. Af major Frands Didr. Blome, ⴕ 1757; den købtes da på auktion 1758 for 16,000 Rd. Af kaptajn Ulr. Ad. De Trappaud, senere oberstlieutn., til Refstrup, som 1773 skødede den for 5600 Rd. Til købmand Hans Vindfeld, ⴕ 1778. Han (eller måske alt Trappaud) bortsolgte godset og udparcellerede hovedgården; hans enke solgte hovedparcellen 1781 for 6300 Rd. Til Hans Kruse (ⴕ 1811) på Hvolgård og Peter Joh. Bøtker; den første, der blev eneejer, udstykkede den endnu mere. Nuværende ejer er Jacobus Riis.
Hovedbygningen, som har være omgiven af dobbelte grave, bestod 1769 af 4 længer af bindingsværk på grundmuret fod; nu er de helt grundmurede.